# Carex tenax
Carex tenax är en halvgräsart som beskrevs av Alvin Wentworth Chapman och Chester Dewey. Carex tenax ingår i släktet starrar, och familjen halvgräs. Inga underarter finns listade i Catalogue of Life.